# Боспорские цари
Список правителей (царей) Боспорского государства, правивших с начала V века до н. э. — конца III века.

## Археанактиды
- Археанакт 480 до н. э.— 470 до н. э.
- Неизвестные правители

## Спартокиды
- Спарток I, архонт Боспора 438 до н. э.—433 до н. э.
- Сатир I, сын Спартока I, архонт Боспора 433—389 до н. э.
- Селевк, сын Сатира I или тиран не из династии, архонт Боспора 433 до н. э.— 429 до н. э.
- Левкон I, сын Сатира I, архонт Боспора 389 до н. э.—349 до н. э., архонт Феодосии —349 до н. э., басилевс всех Синдов и Меотов —349 до н. э
- Горгипп, сын Сатира I, басилевс Синдов
- Спарток II, сын Левкона I, архонт Боспора и Феодосии, басилевс всех Синдов и Меотов 349 до н. э.—344 до н. э.
- Перисад I, сын Левкона I, архонт Боспора и Феодосии, басилевс всех Синдов и Меотов 349 до н. э.—310 до н. э.
- Сатир II, сын Перисада I, архонт Боспора и Феодосии, басилевс всех Синдов и Меотов 310 до н. э.—309 до н. э.
- Притан, сын Перисада I, архонт Боспора и Феодосии, басилевс всех Синдов и Меотов 309 до н. э.
- Евмел, сын Перисада I, архонт Боспора и Феодосии, басилевс всех Синдов и Меотов 310 до н. э.—304 до н. э.
- Спарток III, сын Эвмела, архонт Боспора и Феодосии, басилевс всех Синдов и Меотов 304 до н. э.—284 до н. э.
- Перисад II, сын Спартока III, архонт Боспора и Феодосии, басилевс всех Синдов и Меотов 284 до н. э.—245 до н. э.
- Спарток IV, сын Перисада II, архонт Боспора и Феодосии, басилевс всех Синдов и Меотов 245 до н. э.—240 до н. э.
- Левкон II, сын Перисада II, архонт Боспора и Феодосии, басилевс всех Синдов и Меотов 240 до н. э.—220 до н. э.
- Гигиенонт, архонт Боспора и Феодосии, басилевс всех Синдов и Меотов 220 до н. э.—200 до н. э.
- Спарток V, архонт Боспора и Феодосии, басилевс всех Синдов и Меотов 200 до н. э.—180 до н. э.
- Перисад III, архонт Боспора и Феодосии, басилевс всех Синдов и Меотов 180 до н. э.—150 до н. э.
- Перисад IV, архонт Боспора и Феодосии, басилевс всех Синдов и Меотов 150 до н. э.—125 до н. э.
- Перисад V, архонт Боспора и Феодосии, басилевс всех Синдов и Меотов 125 до н. э.—109 до н. э.

## Смута
- Савмак — 109 до н. э. — 107 до н. э.

## Понтийские Отаниды
- Митридат VI Эвпатор, р.134 до н. э., сын Митридата V Эвергета, басилевс Понта 123 до н. э.—63 до н. э., архонт Боспора и Феодосии, басилевс всех синдов и меотов 107 до н. э.—63 до н. э.
- Митридат VII, сын Митридата VI Эвпатора, наместник Боспора 107 до н. э.— 81 до н. э., басилевс Колхиды 85 до н. э.— 81 до н. э.
- Махар, сын Митридата VI Эвпатора, наместник Боспора 81 до н. э. — 65 до н. э.
- Фарнак II, сын Митридата VI Эвпатора, 63 до н. э.—47 до н. э.
- Динамия, дочь Фарнака II, 47 до н. э.—11 до н. э.

## Династия Асандра
- Асандр, муж Динамии, 47 до н. э.—17 до н. э.

## Династия Полемона
- Полемон I, сын Зенона, муж Динамии, басилевс Киликии 40 до н. э.—37 до н. э., басилевс Понта 37 до н. э.—8 до н. э., царь Боспора 14 до н. э.—8 до н. э.

## Династия Аспурга (Тиберии Юлии), или династия Савроматов
- Рескупорид I Аспург, вероятно сын Асандра и Динамии, 14 год н. э.—37
- Митридат VIII, сын Рескупорида I Аспурга, 38—45
- Котис I, сын Рескупорида I Аспурга, 45—62
- Рескупорид II, сын Котиса I, 68—93
- Савромат I, сын Рескупорида II, 92—123
- Котис II, сын Савромата I, 123—132 (совместно с Реметалком I (131 — 132))
- Реметалк I, 131—154
- Евпатор, 154—170
- Савромат II, сын Реметалка, 174—210
- Рескупорид III, сын Савромата II, 210—228
- Котис III, сын Рескупорида III, 227—234 (совместно с Савроматом III (229—232) и Рескупоридом IV (233—234))
- Рескупорид IV, 234—238
- Ининтимей, 238—242
- Рескупорид V (IV) , сын Инитимея, 242—267 (совместно с Фарсанзом (242/252—254))
- Хедосбий, 267—272
- Рескупорид V (IV) , 272—276 (совместно с Савроматом IV (275—276) и Тейраном (276))
- Тейран, 276—278
- Хедосбий, 278—283
- Савромат IV, сын Рескупорида V (IV), 285—318 (совместно с Фофорсом (285—309) и Радамсадом 309—322))
- Рескупорид VI (V или VII), сын Савромата IV, 314—после 342
- Дуптун ... (503 ?) ...

После прекращения монетной чеканки на Боспоре в 342 г. и вплоть до присоединения Боспора к Византии на рубеже 520/530-х гг. нет никаких источников для восстановления имен правителей (кроме надписи с именем царя Дуптуна с неясной хронологией). Всякие попытки восстановления имен правителей в этом хронологическом промежутке абсолютно ненаучны.